# Maryland Stadium
O Maryland Stadium é um estádio localizado em College Park, Maryland, Estados Unidos, possui capacidade total para 51.802 pessoas, é a casa do time de futebol americano universitário Maryland Terrapins football da Universidade de Maryland. O estádio foi inaugurado em 1950 em substituição ao Old Byrd Stadium.